# Các vụ đánh bom Bagdad 25 tháng 10, 2009
Các vụ đánh bom Bagdad ngày 25 tháng 10 năm 2009 là các vụ tấn công tại Bagdad, Iraq giết chết 155 người và làm bị thương tối thiểu 721 người.

## Tấn công
Hai nghi can khủng bố tự sát cho nổ hai xe chở bom ở trung tâm thủ đô Bagdad, gây thương tổn nặng nề cho uy tín của chính quyền thành phố trong cuộc tấn công lớn nhất năm 2009. Hai chiếc xe chở đầy bom do hai phiến quân khủng bố tự sát lái đến đậu tại hai bãi đậu xe gần hai tòa nhà chính quyền rồi cho nổ vào lúc 10:30 sáng giờ địa phương. Tuy tình trạng bạo động suy giảm rất nhiều trên toàn quốc kể từ khi có cao điểm của cuộc tranh chấp giáo phái, những vụ nổ bom cho thấy sự yếu kém của việc bảo vệ an ninh và khả năng gây ra các cuộc tấn công gây tổn thất nặng nề của phiến quân ở một nơi được coi là an toàn nhất tại thủ đô Bagdad.
Các cột khói bốc cao từ nơi xảy ra hai vụ nổ bom trong khi các xe cứu thương hối hả chạy đến di tản các nạn nhân. Ngay cả xe dân sự cũng bị trưng dụng để chở người bị thương đến các bệnh viện. 
Có ít nhất 25 nhân viên Hội đồng Thành phố Bagdad thiệt mạng. Nơi xảy ra hai vụ nổ này chỉ cách Khu vực Xanh chỉ vài trăm mét, vốn là nơi đặt Tòa Đại sứ Hoa Kỳ cũng như văn phòng thủ tướng. Con đường nơi có cuộc khủng bố chỉ mới được mở lại cho xe cộ lưu thông vài tháng trước đó, trong một chỉ dấu cho thấy thành phố nay có sự an toàn.

## Ảnh hưởng chính trị
Hai vụ nổ xe bom, nhắm vào Bộ Tư pháp và tòa nhà hành chánh thủ đô Bagdad, xảy ra trong lúc Iraq đang chuẩn bị cho cuộc bầu cử vào tháng Giêng, năm 2010 và nhiều viên chức chính phủ khuyến cáo rằng các hành vi bạo động của phiến quân nhằm tạo sự bất ổn sẽ gia tăng. Hai vụ nổ xe bom này xảy ra chỉ vài giờ trước khi giới lãnh đạo cao cấp Iraq họp với các đảng phái ngày 25 tháng 10 để tìm cách đạt thỏa thuận về luật lệ bầu cử trước ngày có cuộc bầu cử nghị viện vào đầu năm 2010. Nổ xe bom thường được coi là hành động của thành phần phiến quân thuộc giáo phái Sunni muốn lật đổ chính quyền Iraq với đa số thuộc giáo phái Shiite.